# 全日本围棋联合
35°40′23″N 139°45′33″E / 35.673°N 139.759167°E
一般社团法人全日本围棋联合（日语： / 英語：）是日本的围棋统管组织。

## 发展历史
随着2010年10月在中国广州召开的第16届亚运会将围棋列为正式参赛项目，日本随即设立统管日本围棋的全日本围棋联合。原本分管日本围棋的日本棋院、关西棋院及日本双人围棋协会均成为该机构下属组织，同时日本奥委会也正是接纳全日本围棋联合为正式团体。
2011年3月，全日本围棋联合宣布解散。
2019年10月，全日本围棋联合重组并以一般法人社团身份重新展开活动。

## 加盟机构
- 日本棋院

- 关西棋院

- 日本双人围棋协会（日语：日本ペア碁協会）